# Anton Malej
Anton Malej, detto Tone (Savica, 16 gennaio 1907 – Lussemburgo, 15 luglio 1930), è stato un ginnasta jugoslavo.

## Palmarès

### Olimpiadi
- Bronzo a Amsterdam 1928 nel concorso a squadre.